# Severinovca
Severinovca (en rumano: Severinovca; en ruso: Севериновка, romanizado: Severínovka; en ucraniano: Северинівка, romanizado: Severínivka) es una comuna y pueblo ubicado en la parcialmente reconocida República de Transnistria, dentro del distrito de Cámenca, aunque de iure pertenece a Moldavia. 

## Toponimia
Otros nombres históricos del pueblo existen en polaco: Sewerynówka.

## Geografía
Severinovca se encuentra a ambos lados del río Cámenca.     

## Historia
Sewerynówka era una aldea privada de la familia Lubomirski del voivodato de Brátslav durante los tiempos de la Mancomunidad polaco-lituana. En 1793, cuando Polonia fue dividida entre el reino de Prusia y el Imperio ruso, el pueblo pasó a manos de los rusos.
A principios del siglo XX, el pueblo quedó sumido en el malestar campesino. Con el establecimiento del poder soviético, las tierras de los terratenientes se distribuyeron; esto produjo un levantamiento antisoviético en Severinovca, reprimido por el Ejército Rojo (70 residentes fueron fusilados). En 1924, Severinovca pasó a formar parte del óblast autónomo de Moldavia, que pronto se convirtió en la República Socialista Soviética Autónoma de Moldavia, y en la República Socialista Soviética de Moldavia en 1940 durante la Segunda Guerra Mundial. De 1941 a 1944, Severinovca fue administrada por el reino de Rumania como parte de la gobernación de Transnistria.

## Demografía
Según el censo de 2004, los ucranianos representaban el 80,71% de la población local; los rumanos son el 16,24% y los rusos, el 2,24%.

## Personas importantes
- Petro Vershigora (1905-1963): líder del movimiento partidista soviético en Ucrania, Bielorrusia y Polonia en la Segunda Guerra Mundial.